# 糖果屋公司
糖果屋公司 (英語：CANDY HOUSE, Inc.) 是由兩位史丹佛大學學生古哲明(Jerming Gu)、신종호(申宗浩)於2014年6月3日在宿舍裡創立。糖果屋公司是一家美國跨國公司，總部位於美国加利福尼亚帕羅奧圖，致力於設計、研發和銷售創新型智慧機械、行動應用程式、線上服務和消費電子。糖果屋的第一個產品 Sesame US1 於2010年代中期助長了智慧家庭革命。

## 歷史事件

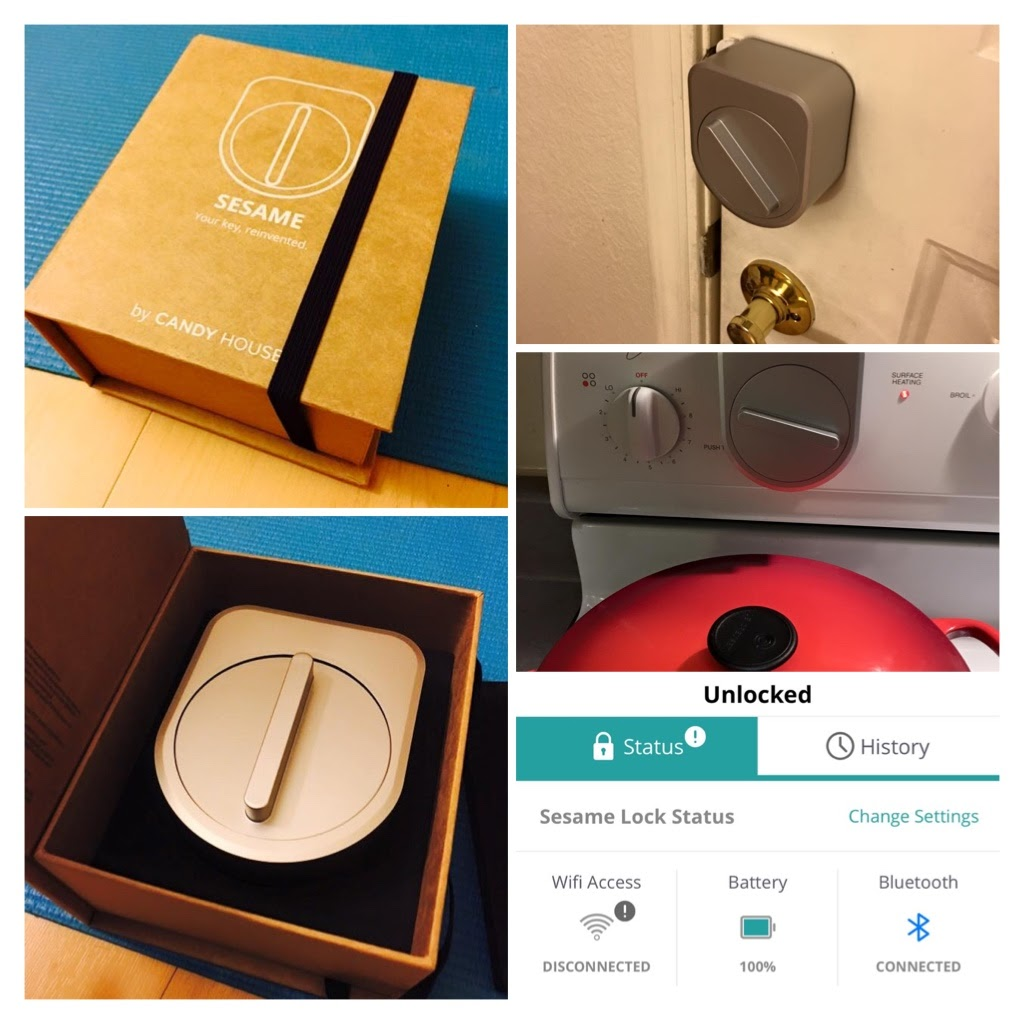
Sesame US1 在2016年1月底開始大量出貨，這是其中一名用戶收到 Sesame 而公開到社群網站 Facebook 的照片

### 2014-16年：發跡
2014年古哲明(Jerming Gu)與兩位同校同學 Sungjune Jang(장성준)、Gary Chang 三人籌錢合買了一台 3D Printer，當時單純因為不想帶鑰匙而在宿舍試製了一個開鎖機器人的雛形。
糖果屋公司成立半年後，2015年2月25日於 Kickstarter 群眾募資平台發表了公司第一個產品 Sesame US1。因為創新程度前所未見，以小機器人的型態顛覆了當時大家對智慧鎖的概念，僅僅在60天內就收到來自全球 7,493 人的支持並募得了約美金 一百四十萬 元的資金。

### Kickstarter延遲出貨事件
糖果屋公司承諾在 Kickstarter 活動結束後能夠馬上出貨，然而出貨卻數次遭到延期，讓許多支持者擔心無法實現量產而產生網路上的騷動。美國富比世 Forbes 記者 Jabez LeBret 因此介入調查。活動結束7個月後的2016年1月底，終於有支持者開始收到了 Sesame US1.

## 產品
- Sesame US1
- Virtual Station
- Wi-Fi Access Point

## 外部連結
- （英文）CANDY HOUSE （页面存档备份，存于）